# Nature Reviews Rheumatology
Nature Reviews Rheumatology (до 2009 года носил название Nature Clinical Practice Rheumatology) — научный журнал, издаваемый Nature Publishing Group с 2005 года.
В 2012 году журнал обладал импакт-фактором 9,745.

## О журнале
Журнал публикует обзорные статьи, посвящённые исследованиям в области ревматологии. Основные направления исследований, представленные в журнале, включают в себя:
- Ревматоидный артрит
- Остеоартрит
- Метаболические заболевания костей (в том числе остеопороз, некроз кости, болезнь Педжета)
- Болезни соединительной ткани (в том числе системная красная волчанка, склеродермия, системный склероз, антифосфолипидный синдром, синдром Сьегрена, болезнь Рейно, синдром Когана, рецидивирующий полихондрит)
- Спондилоартропатия (в том числе анкилозирующий спондилит, реактивный артрит, псориатический артрит, артрит на фоне воспалительного заболевания кишечника)
- Острые воспалительные артриты (в том числе моноартрит, олигоартрит, полиартрит, инфекционный артрит, осаждения кристаллов, болезнь Лайма)
- Идиопатические воспалительные миопатии (в том числе полимиозит, дерматомиозит, ювенильный дерматомиозит)
- Фибромиалгия
- Ревматическая полимиалгия
- Васкулиты
- Периартикулярные ревматические заболевания (в том числе бурсит, тендинит)
- Детские ревматические заболевания
- Другие ревматические заболевания
- Терапия (в том числе медикаментозное лечение, физические упражнения, хирургия, шины, дополнительные и альтернативные методы лечения)
- Устранение боли
- Реабилитация
- Эпидемиология
- Генетика
- Иммунология
- Воспаление